# چاوک داربینی
چاوک داربینی (نام علمی: Ochthoeca oenanthoides) نام یک گونه از سرده چاوک‌ها است.